# Botellón

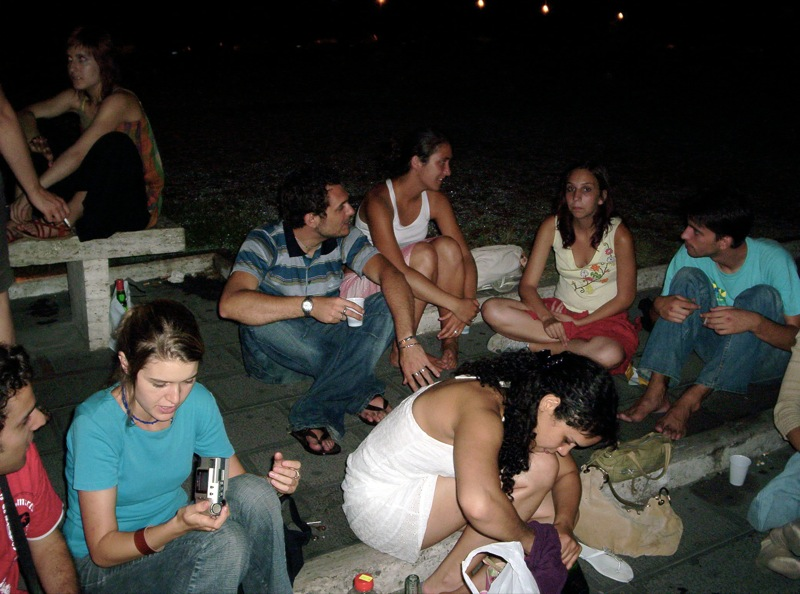
Botellón notturno

Con il termine spagnolo botellón si definisce un fenomeno di origine spagnola ma diffuso anche in Italia cui sono prevalentemente coinvolti giovani che si ritrovano in gruppi numerosi per consumare all'aperto bevande alcooliche, bibite, tabacco (talvolta consumato con sostanze aggiuntive quali hashish e/o marijuana). 
L'obiettivo è quello di bere in compagnia, suonare, ballare e chiacchierare in alcuni spazi della città senza la necessità di spendere molto denaro in locali, pub o discoteche.
Il termine deriva dallo spagnolo botella ("bottiglia").

## Caratteristiche
L'attività si pratica in luoghi pubblici quali strade, piazze o parchi delle città spagnole. In alcune di esse, arrivano a riunirsi migliaia di persone ogni fine settimana. I partecipanti portano bevande alcooliche oltre ai bicchieri, alle bibite e al ghiaccio per preparare i loro drink artigianali. Esiste inoltre la tendenza di frequentare questi raduni da parte degli astemi, che ovviamente consumano succhi di frutta o bibite analcooliche, abitudine definita "botellón light" nel gergo giovanile spagnolo.

## Origine
Il fenomeno ebbe inizio a Cáceres, nella regione di Estremadura, negli anni ottanta, ma si è diffuso rapidamente in tutta la Spagna.

## Diffusione

### In Spagna
Nel marzo 2006, si svolse una sfida tra gli studenti delle varie università di Spagna per organizzare il più grande botellón della storia. A Salamanca e a Barcellona la polizia intervenne e ci furono scontri con gli studenti, mentre a Granada il sindaco autorizzò la riunione in una zona periferica della città e non ci furono incidenti. Proprio a Granada si toccò il record di partecipanti, circa 30.000.

### In Italia
Anche in Italia il Botellón risulta ormai diffuso da alcuni anni portato probabilmente da studenti erasmus provenienti dalla Spagna.
A Padova la prima edizione, il Botellón Veneto, si è svolta il 26 maggio 2011 in Prato della Valle e ha visto la partecipazione di oltre 10.000 persone. Il 30 maggio 2012 la seconda edizione ha richiamato circa 7000 persone, mentre un tentativo di replica autunnale è andato praticamente deserto Il 29 maggio 2013 si è svolta una terza edizione alla quale però hanno partecipato circa 4.000, complici le condizioni meteo avverse e il divieto del Comune, che non riteneva di poter garantire la forza pubblica necessaria alla sicurezza dell'evento a causa dell'incombente arrivo di Bruce Springsteen per un concerto in città. L'evento è stato spostato al 5 giugno 2013 presso l'area dello stadio Euganeo, tuttavia in quest'occasione nessuno si è presentato.
Torino ha ospitato diversi raduni di giovani nei pressi di Palazzo Nuovo o al Parco del Valentino. A Milano invece è stato per la prima volta importato in zona Città Studi, per la precisione in piazza Leonardo da Vinci nei pressi del Politecnico.